# 盧豪
盧豪（？年—？年），字廷重，湖廣祁陽縣（今湖南省祁陽市）人。明朝政治人物。

## 生平
隆慶四年（1570年），盧豪中式庚午科湖廣鄉試舉人。任廣西博白縣知縣，陞四川眉州知州。